# Congreso del Estado de Durango
El Honorable Congreso del Estado Libre y Soberano de Durango es el órgano legislativo el estado de Durango, en México. Este tiene la organización y el funcionamiento que establece la Constitución Política del Estado, su Ley Orgánica y los reglamentos que se deriven de la misma.
El primer Congreso Constitucional del Estado, se creó en los años de 1826 y 1827. Realizando de este modo un decreto para nombrar a los diputados que decía: “sean llamados por el Poder Ejecutivo para formar las Juntas Preparatorias de ambas cámaras, los individuos que tienen la mayoría de votos conforme a la regulación que han presentado las comisiones, quienes les señalarán el día de la primera junta y el local para celebrarse”. El mismo Poder Ejecutivo remitirá dichas Juntas Preparatorias los expedientes que sean articulados en las actas, para que deliberen conforme al artículo 37 de la Constitución y los artículos 4 y 6 del reglamento interior. Se llevó la votación ya que los que registraron el mayor número de votos serían diputados y los restantes suplentes. Quedando constituido por 12 diputados propietarios y 7 suplentes, el 20 de julio de 1827.
La actual LXVIII Legislatura inició sus funciones el 31 de agosto de 2018, integrada con 25 diputados electos en votación popular y directa de los ciudadanos del Estado; de los cuales 15 fueron elegidos conforme al principio de votación de mayoría relativa y 10 por el principio de representación proporcional.

## Elección del Congreso
Los partidos políticos deberán, tanto en el caso de los candidatos de mayoría relativa como en los de representación proporcional, integrar fórmulas con personas del mismo género, y señalar el orden en que estas deban aparecer, de forma alternada. En el caso de las candidaturas independientes, las fórmulas deberán estar integradas por personas del mismo género.
Ninguna persona podrá ser registrada como candidato a distintos cargos de elección popular en el mismo proceso electoral, excepto en aquellos casos en que los partidos políticos pueden registrar simultáneamente, en un mismo proceso electoral, hasta cinco candidatos a diputados por mayoría relativa y por representación proporcional, y hasta cinco candidaturas a presidente municipal y regidor de representación proporcional.
Los requisitos que se deben tener para ser diputado en el Congreso del Estado de Durango es "ser ciudadano duranguense por nacimiento, con residencia efectiva de tres años al día de la elección, o ciudadano duranguense con residencia efectiva dentro del territorio del Estado que no sea menor de cinco años inmediatamente anteriores al día de la elección, en pleno ejercicio de sus derechos políticos y civiles." Saber leer y escribir. Tener 21 años cumplidos el día de la elección. "No ser Secretario o Subsecretario, Comisionado o Consejero de un órgano constitucional autónomo, Magistrado, Consejero de la Judicatura, Auditor Superior del Estado, Presidente Municipal, Síndico o Regidor de algún Ayuntamiento, servidor público de mando superior de la Federación o militar en servicio activo, salvo que se hubieren separado de su encargo de manera definitiva noventa días antes del día de la elección." No ser ministro de algún culto religioso y no haber sido condenado por la comisión de delito doloso.

## Integración del Congreso
A partir del año 2016 el Congreso del Estado estará integrado por 25 diputados, siendo 15 de ellos por principio de votación mayoritaria relativa y 10 bajo el principio de representación proporcional.

El día treinta y uno de agosto, del año en que deba renovarse el Congreso, los diputados declarados legalmente electos, se reunirán en la Capital del Estado, en el Salón de Sesiones del Congreso; esta reunión estará presidida por la Mesa Directiva de la Legislatura saliente,
misma que actuará como Comisión Instaladora. Después de verificado el quórum por uno de los Secretarios, mediante escrutinio secreto se procederá a nombrar la Mesa Directiva de la nueva Legislatura, que estará integrada por un Presidente, un Vicepresidente y dos secretarios
propietarios y dos secretarios suplentes; los cuales rendirán la protestas de ley en los términos que establece la Ley Orgánica del Congreso del Estado de Durango; de igual manera, los demás diputados integrantes de la Legislatura entrante, rendirán su protesta en los términos de la referida Ley, entrando a ejercer su encargo el día primero de septiembre.

### Organización Partidista
Los diputados pueden agruparse en las diferentes formas de organización partidista que les permite la Ley Orgánica del Congreso del Estado de Durango, siendo estas:
1. Grupo Parlamentario, que podrá constituirse con al menos 3 diputados;
2. Fracción Parlamentaria, se constituye con dos diputados;
3. Representación de Partido, con tan solo un diputado.

La Mesa Directiva analizará y calificará de procedente o improcedente la constitución de las formas de organización partidista.

### Órganos de Gobierno
El Honorable Congreso del Estado de Durango cuenta con órganos internos para llevar a cabo el ejercicio de sus facultades, atribuciones y obligaciones constitucionales los cuales se componen por el Pleno de la Legislatura, el cual es el órgano máximo de deliberación y resolución del Congreso; la Mesa Directiva, que es el órgano de gobierno interior y se integra por un Presidente, un Vicepresidente, dos Secretarios propietarios y dos suplentes; la Junta de Gobierno y Coordinación Política, es el órgano interno que impulsa los entendimientos, las convergencias y consensos sobre las tareas legislativas, políticas y administrativas del Congreso. La Junta de Gobierno y Coordinación Política deberá ser integrada por un Presidente, que será el coordinador del Grupo Parlamentario que por sí mismo cuente con mayoría absoluta de Diputados en el Congreso; dos Secretarios, uno de grupo mayoritario y otro de la primera minoría; y dos Vocales que corresponderán a Diputados del grupo parlamentario mayoritario y de la segunda minoría respectivamente.
Las Comisiones Legislativas se encargan del despacho de los asuntos del Congreso y se dividen en Comisiones Dictaminadoras, Comisiones Ordinarias y Comisiones Especiales, estas últimas se integran por cinco diputados teniendo el presidente de la Mesa Directiva la facultad de ampliar el número de integrantes.
Las Comisiones Dictaminadoras son aquellas que se encargan de estudiar, analizar y dictaminar las iniciativas de leyes y decretos que les hayan sido turnadas por el presidente del Congreso. Hay 35 comisiones dictaminadoras las cuales son: 
| Comisiones                                                    |                                                                                        |                                                     |
| I. Puntos Constitucionales                                    | II. Gobernación                                                                        | III. Hacienda, Presupuesto y Cuenta Pública         |
| IV. Justicia                                                  | V. Seguridad Pública                                                                   | VI. Desarrollo Urbano y Obras Públicas              |
| VII. Vivienda                                                 | VIII. Educación Pública                                                                | IX. Desarrollo Económico                            |
| X. Turismo y Cinematografía                                   | XI. Administración Pública                                                             | XII. Trabajo, Previsión y Seguridad Social          |
| XIII. Asuntos Agrícolas y Ganaderos                           | XIV. Asuntos Mineros y de Zonas Áridas                                                 | XV. Salud Pública                                   |
| XVI. Tránsito y Transportes                                   | XVII. Derechos Humanos                                                                 | XVIII. Ecología                                     |
| XIX. Desarrollo Social                                        | XX. Asuntos Indígenas                                                                  | XXI. Régimen, Reglamento y Prácticas Parlamentarias |
| XXII. Atención a Personas con Discapacidad, y Adultos Mayores | XXIII. Comisión de Asuntos Familiares y de los Derechos de Niñas, Niños y Adolescentes | XXIV. Igualdad de Género                            |
| XXV. Asuntos Metropolitanos; e Interestatales                 | XXVI. Ciencia, Tecnología e Innovación                                                 | XXVII. Fortalecimiento Municipal                    |
| XXVIII. Participación Ciudadana                               | XXIX. Juventud y Deporte                                                               | XXX. Atención a Migrantes                           |
| XXXI. Cultura                                                 | XXXII. Asuntos Forestales, Frutícolas y Pesca                                          | XXXIII. Protección Civil                            |
| XXXIV. Administración y Cuidado del Agua                      | XXXV. Transparencia y Acceso a la Información                                          |                                                     |

Las Comisiones Legislativas Ordinarias del Congreso del Estado son seis y son 1) Vigilancia de la Entidad de Auditoría Superior del Estado; 2) De Administración Interna; 3) Responsabilidades; 4) Atención Ciudadana; 5) Corrección de Estilo; y, 6) Editorial y Biblioteca.

## Legislaturas
| Legislatura | Periodo   |
| ----------- | --------- |
| LXI         | 1998-2001 |
| LXII        | 2001-2004 |
| LXIII       | 2004-2007 |
| LXIV        | 2007-2010 |
| LXV         | 2010-2013 |
| LXVI        | 2013-2016 |
| LXVII       | 2016-2018 |
| LXVIII      | 2018-2021 |
| LXIX        | 2021-2024 |
| LXX         | 2024-2027 |

## Marco jurídico
- Constitución Política de los Estados Unidos Mexicanos
- Constitución Política del Estado Libre y Soberano de Durango
- Ley General de Instituciones y Procedimientos Electorales
- Ley de Instituciones y Procedimientos Electorales para el Estado de Durango
- Ley Orgánica del Congreso del Estado de Durango